# Silvia Caos
Sílvia Caos (Havana, 10 de agosto de 1933 – Cidade do México, 16 de Abril de 2006) foi uma atriz cubana-mexicana que teve toda sua carreira em ascensão no México e iniciou sua carreira artística na televisão em 1958, na novela "Más allá de la angustia".

## Biografia
Silvia atuou em "Quinceañera" no ano de (1987),  também em "María Mercedes" em (1992) como Alma se tornando mundialmente conhecida devido o grande sucesso dessa produção; teve personagem importante na trama da telenovela "María la del Barrio" de (1995) como Calixta, ao lado de Itatí Cantoral, Irán Eory, Ricardo Blume, Thalía, e Fernando Colunga.
Em "La usurpadora" no ano de (1998) telenovela protagonizada por Gabriela Spanic atuando como Antônia, ao lado de Sílvia Derbez, René Muñoz Silvia também papel importante no decorrer da história, sua última telenovela foi "¡Vivan los Niños!" como Porfiria.
Todos estes trabalhos foram exibidos no Brasil pelo SBT. Sílvia ficou conhecida no Brasil através da novela Maria do bairro, na qual viveu a bruxa Calixta. Seu último na televisão foi na telenovela "¡Vivan los niños!" , em 2003. A telenovela "La Intrusa" não chegou a ser exibida em tv aberta no Brasil apenas por tv paga. Sílvia Caos faleceu de câncer em função do cigarro no dia 16 de Abril de 2006, na Cidade do México.

## Filmografia
- "¡Vivan los Niños!" (2003) .... Porfiria
- "Mujer, casos de la vida real" (4 2000-2002)
- "La Intrusa" (2001).... Evelia
- "Mujer bonita" (2001)  .... Dona Blanca
- "Nunca te olvidaré" (1999) .... Serafina
- "Rencor apasionado" (1998) .... Esther Monteverde
- "La usurpadora"  (1998) .... Cenobia Rojas  /Antônia Rocha no Brasil
- "Mi querida Isabel" (1997) .... Miguelina
- "María la del Barrio" (1995)  .... Calixta Popoca
- "María Mercedes" (1992)  .... Alma
- "Cuando llega el amor" (1990)  .... Amelia
- "Mi pequeña Soledad" (1990) .... Elodia
- "Quinceañera" (1987) .... Consuelo
- "Muchachita" (1986)
- "Juana Iris" (1985) .... Petra
- "Viva el chubasco" (1983)
- "Por amor" (1982)
- "Corazones sin rumbo" (1980)  .... Concha
- "Campanitas Mama" (1978)  .... Josefina
- "El mexicano" (1977)
- "Presagio" (1975)
- "Barata de primavera" (1975) .... Martha
- "Matrimonio y sexo" (1970)
- "El Ruiseñor" (1969)
- "Não basta serviços médico" (1961)
- "Culpas ajenas" (1961)
- "Ha llegado un extraño" (1959)
- "Mi esposa se divorcia" (1959)
- "Más allá de la angustia" (1958)